# Stenia hieralis
Stenia hieralis là một loài bướm đêm trong họ Crambidae.